# La línea invisible
La línea invisible ("La línia invisible") és una sèrie de televisió de sis capítols, estrenada el 8 d'abril de 2020. Fou creada per Abel Garcia Roure, escrita per Michel Gaztambide i Alejandro Hernández, i dirigida per Mariano Barroso per a la plataforma de televisió Movistar+. La sèrie és protagonitzada per Àlex Monner, Antonio de la Torre i Anna Castillo, entre d'altres. La sèrie relata fets històrics, tot i que parcialment dramatitzats, i està parlada en castellà i en part en basc subtitulat.

## Argument
A partir del 1958, un grup de joves militants del Partit Nacionalista Basc van decidir passar a l'acció contra la dictadura franquista, creant l'organització terrorista ETA. El 1967 Txabi Etxebarrieta és proclamat nou líder d'ETA i es decideix creuar la "línia invisible", preparar el primer atemptat mortal. En un control policial el 7 de juny de 1968, ben bé per atzar, Txabi assessina el guàrdia civil José Antonio Pardines. En poques hores, agents de la Guàrdia Civil maten a Etxebarrieta en un altre control. Posteriorment, ETA continua amb el pla inicial i el 2 d'agost mata al torturador Melitón Manzanas, que era cap de la policia i de la Brigada Político-Social de Guipúscoa. Aquest fet provoca la declaració de l'estat de setge i també els primers abandonaments de militants que decideixen apartar-se de la lluita armada.

## Repartiment
- Àlex Monner: Txabi Etxebarrieta
- Antonio de la Torre: Melitón Manzanas
- Anna Castillo: Txiki
- Enric Auquer: José Antonio Etxebarrieta
- Patrick Criado: Txema
- Joan Amargós: Maxi
- Emilio Palacios: Peru
- Aia Kruse: Teresa
- Amaia Sagasti: Julia
- Xóan Fórneas: José Antonio Pardines
- Alba Loureiro: Amalia
- Óscar Morchón: Félix de Diego

Amb la col·laboració especial de
- Asier Etxeandia: El inglés
- Patricia López Arnaiz: Clara
- María Morales: Mare de Txabi i José Antonio
- Pablo Derqui: Chamorro